# Absorpce plynů
Absorpce plynu znamená rozpouštění plynu v kapalině. Aby mohl být plyn kapalinou absorbován, musí v ní být rozpustný. 
Absorpce plynu je dynamický proces, tzn. dosažení rovnováhy mezi plynem a kapalinou trvá určitou dobu. Rozpustnost plynů v kapalinách se mění s teplotou a parciálním tlakem plynu. S klesající teplotou a rostoucím parciálním tlakem absorbovaného plynu roste rovnovážná koncentrace plynu v kapalině.
Opakem absorpce je desorpce, při níž je uvolňována jedna nebo více plynných složek z kapalného roztoku.

## Praktický význam

### Příroda
Díky absorpci vzdušného kyslíku ve vodě je možný život aerobních organismů pod hladinou. Kyslík obsažený ve vzduchu se rozpouští ve vodě, kde jej dýchají vodní živočichové. 

### Průmyslové využití
Absorpce plynné látky ve vhodné kapalině je jeden ze základních výrobních kroků u mnoha chemikálií. Takto se např. získává oxid uhličitý ze spalin a vyrábějí minerální kyseliny (sírová, dusičná, chlorovodíková). Podobným způsobem se také vyrábí sycené nápoje (absorpce plynného CO2).
Pomocí absorpce se čistí (odstraňují zapáchající nebo jedovaté složky) odplyny z chemických procesů.